# منطقة لونجتلي
لونجتلي رمزها «LA» (بالإنجليزية: Lawngtlai)‏ ، هو تقسيم إداري لدولة الهند تتبع ولاية ميزورام (بالإنجليزية: Mizoram)‏ ، مركزها هو مدينة لونجتلي (بالإنجليزية: Lawngtlai)‏ عدد سكانها حسب تعداد سنة 2001 هو 73,050 ، مساحتها 2,519 كم² وكثافة السكان 29 لكل كم² .